# Бурштин (місто)
Буршти́н — місто в Івано-Франківському районі Івано-Франківської області України, адміністративний центр Бурштинської міської територіальної громади, розташоване у заплавній долині Гнилої Липи. Населення міста у 2022 році становило 14 737 мешканців.  
Найстаріші відомості про містечко датуються 1554 роком. У 1940—1962 роках Бурштин був районним центром. Від 1962 до 2014 року у складі Галицького району Івано-Франківської області. У 1960-их роках біля Бурштина було споруджено Бурштинську ТЕС, останній блок якої запустили у 1969 році. З 2014 року Бурштин став містом обласного значення, а у 2020 році, внаслідок адміністративно-територіальної реформи — центром Бурштинської міської об'єднаної територіальної громади.
Бурштин — це передусім промисловий центр, неподалік від якого працює Бурштинська ТЕС, що є найбільшою у Західній Україні тепловою електростанцією. Вона під'єднана до європейської енергосистеми й забезпечує електроенергією частину Європи.

## Географія
Геометричний центр української Галичини (в її теперішніх політичних кордонах) розташований за координатами 49°15′ півн. широти, 24°35′ східн. довготи. Це південно-східні околиці Бурштина.

## Назва
У наш час існує 5 версій пояснення назви міста Бурштина:
1. фольклористично-мікротопонімічна — є декілька поетичних легенд, але завжди пов'язаних із власне бурштином — розкидуванням каміння, розірванням намиста чарівної княжни тощо. Є суто роботою народної уяви та фантазії;
2. теологічна — топонім містечка утворено напряму від назви коштовного каменю бурштину, оскільки містечко могло бути за давнини обмінним чи торговельним пунктом виробів із цієї живиці (за припущенням І. Войчишина) або місцем, де обробляли бурштин і виготовляли з нього прикраси (за версією С. Бабишина та Ю. Кругляка) або й місцем, де його власне знаходили (за свідченням «Хроніки міста Бурштина»). Але у відомих в наш час[коли?] історичних джерелах немає жодної документальної згадки про наявність бурштинового гутиська чи місця продажу бурштинових виробів в околицях Бурштина. Крім того, Бурштин став Бурштином лише у 2-й половині XVI століття (до того містечко звалось Нове Село);
3. антропонімічна — існують підстави вважати, що топонім Бурштин утворився, як і в багатьох інших випадках, від антропоніма, причому в історичних джерелах доби середньовіччя збереглося кілька згадок про людей з такими прізвищами. Так, за даними галицьких судових актів у 1648 році калуський староста Самуїл Понятовський подав позов на міщан та селян за їхню участь в осінніх бунтах, і серед інших у списку повстанців значилися Іван та Гриць Бурштини з села Сівка. Тож, не виключено, що містечко названо іменем нового осадника на ймення Бурштин. Хоча прямих доказів про причетність людей на прізвисько Бурштин до перейменування Нового Села немає;
4. ґрунтознавча — львівський науковець О. Купчинський зараховує Бурштин до групи населених пунктів, назви яких утворилися від кольору води і ґрунту, щоправда без ґрунтовної аргументації;
5. лінгвістична — її автор місцевий педагог В.Матіїв припустив, що свою назву місто отримало від кам'яного замку, який німецькі будівельники і колоністи-урядники назвали рідною мовою burgstein (burg — «замок», stein — «камінь»).

Здійснивши одне з останніх ретельних досліджень, місцевий краєзнавець Зеновій Федунків дійшов висновку, що сучасний Бурштин отримав свою теперішню назву в 2-й половині XVI століття після відбудови зруйнованого татарами чи повінню поселення Нове Село, до того ж на новому місці. Тоді існувала практика називати новозасновані поселення або іменами власників, або за мікротопонімічними ознаками — назвами урочищ, річок, особливостями рельєфу, але оскільки прямих доказів про отримання містечком свого наймення від людей на прізвище Бурштин немає, тому найімовірніше, що поселення дістало назву від географічного об'єкта, найімовірніше від урочища.

## Історія Бурштина
Поблизу Бурштина знайдені кам'яні знаряддя доби бронзи, є стародавні кургани.
Перші письмові згадки про поселення, що було попередником сучасного Бурштина — Нове село датуються 1554 (за іншими даними 1436 роком).
У другій половині XVI століття містечко належало польському шляхтичеві Скарбеку. В жовтні 1629 року поблизу міста відбулась відома битва, у якій реєстрові козаки та коронне військо під командуванням Стефана Хмелецького розбило нападників-татар на чолі з Саламет-Ґераєм, які поверталися з награбованим із Белзької землі. Нападників гнали аж до Монастириська, де їх рештки були остаточно розгромлені.
Від 1630 року власником Бурштина був магнат Яблоновський. у період Польсько-турецьких воєн XVII століття (1629, 1675 роки) місто неодноразово зазнавало руйнацій від набігів татар і турків.
У 1730—1750-х роках місцеві жителі брали участь у русі опришків.

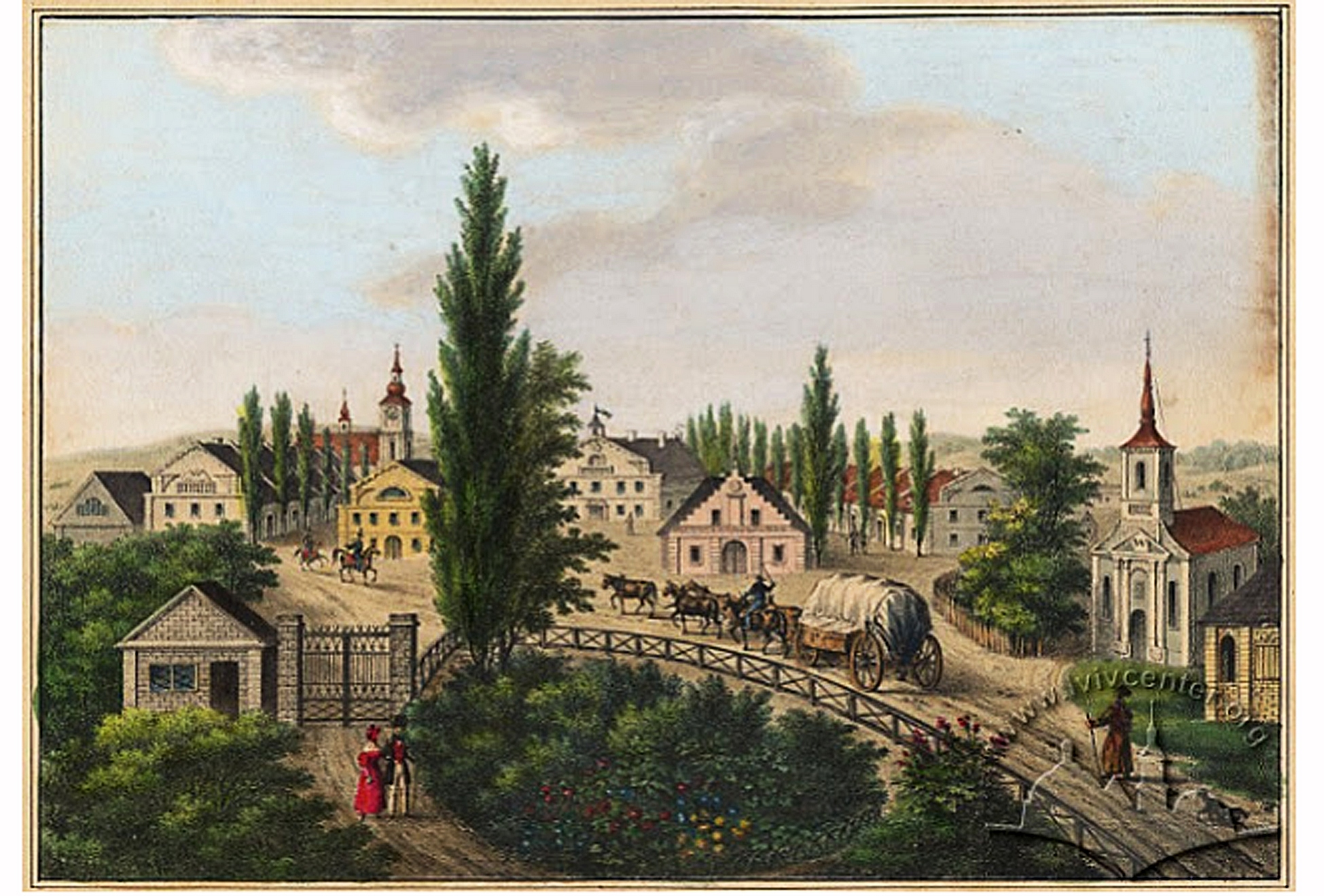
Бурштин 1837 рік. Гравюра Карела Ауера

Від другої половини XIX століття в місті відбувався культурний і національний підйом. У другій половині XIX століття Бурштин мав власну печатку з гербом — зображенням сокола.
Був центром Бурштинського повіту: до 1867 року — адміністративного, до 1919 року — судового.
1 вересня 1866 року через станцію Бурштин пройшов перший потяг Львів—Чернівці.
Починаючи від 1939 року місто — у складі УРСР. Під час Німецько-радянської війни (1941—1945) Бурштин перебував під німецькою окупацією від 4 липня 1941 року до 26 серпня 1944 року. Під час війни і після в околицях Бурштина діяли загони УПА.
У повоєнний час відбувалася відбудова Бурштина, зокрема введено в експлуатацію Бурштинську державну районну електростанцію (нині Бурштинська ТЕС), розбудовано інфраструктуру. Бурштин був райцентром у 1940—1962 роки. Приміський хутір Дубки було виселено.
За незалежності Бурштинська ТЕС лишається працюючим бюджетоутворюючим підприємством, а Бурштин знову (1993) дістав статус міста.
11 березня 2014 року місто Бурштин віднесене до категорії міст обласного значення і виведено зі складу Галицького району.

## Населення

### Національний склад
Розподіл населення за національністю за даними перепису 2001 року:
| Національність  | Відсоток |
| --------------- | -------- |
| українці        | 96,71%   |
| росіяни         | 2,64%    |
| білоруси        | 0,20%    |
| поляки          | 0,13%    |
| інші/не вказали | 0,32%    |

### Мова
Розподіл населення за рідною мовою за даними перепису 2001 року:
| Мова            | Чисельність, осіб | Відсоток |
| --------------- | ----------------- | -------- |
| Українська      | 14 786            | 97,39%   |
| Російська       | 369               | 2,43%    |
| Білоруська      | 11                | 0,07%    |
| Румунська       | 7                 | 0,05%    |
| Польська        | 2                 | 0,01%    |
| Інші/Не вказали | 7                 | 0,05%    |
| Разом           | 15 182            | 100%     |

## Нащадок Моцарта в Бурштині
З 1809 по 1811 роки у Бурштині жив і працював Франц Ксавер Вольфганг Моцарт — син всесвітньо відомого композитора В. А. Моцарта.

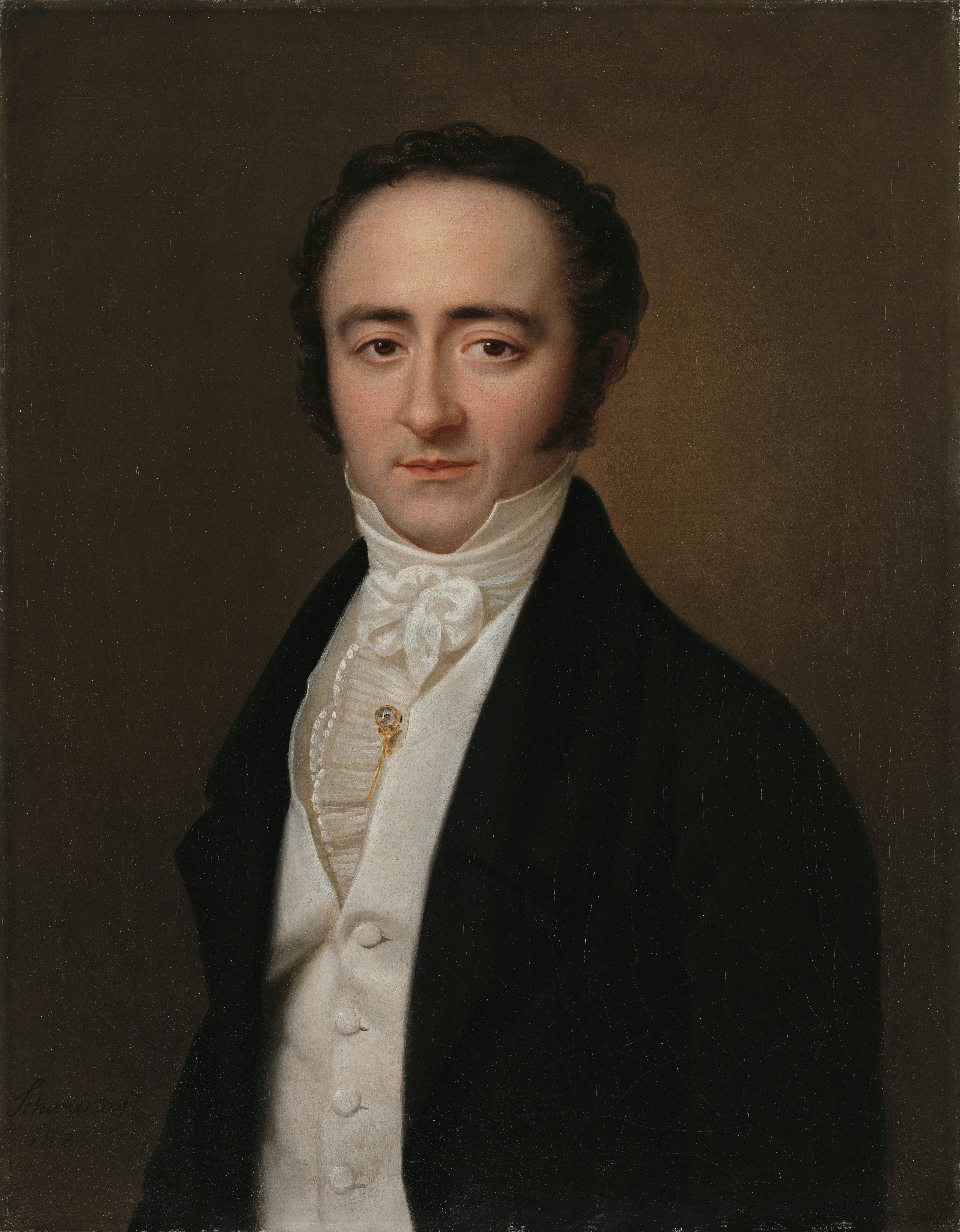
Франц Ксавер Вольфганг Моцарт

Народився Франц Ксаверій Моцарт 26 липня 1791 року у Відні. Тут він освоїв гру на фортепіано й теорію гри на скрипці. У сімнадцятилітньому віці аби заробити трохи грошей переїхав до Львова, де одержав вигідну пропозицію викладати лекції музики двом донькам графа Баворовського в Підкамені, неподалік від Рогатина. І хоча, оплата була досить високою, у цьому селі музикант відчував себе дуже ізольованим, тому через рік, у 1809 році прийняв пропозицію імперіального шамбеляна (представника австрійського цісаря в містечку) фон Янішевського про навчання музики його дітей у Бурштині. Тут він прожив два роки. За цей час організував перший світський хоровий колектив, здійснював постановки п'єс, часто давав концерти для гостей бурштинського поміщика, на яких виконував батькові та перші власні музичні твори. Багато подорожував композитор по Україні, де його концерти сприймалися на біс. У 1838 р. композитор повернувся до Відня і був обраний почесним капельмейстером Моцартуму у Зальцбурзі. Помер 29 липня 1844 р. у курортному місті Карлсбаді, де й був похований.

## Екологія
Згідно з рейтингом журналу «Кореспондент», складеним 2010 року на основі даних Держкомстату України за ступенем того, як багато небезпечних речовин викидають в атмосферу підприємства і транспорт міст України, Бурштин посів третє місце серед найзабрудненіших міст Україні, слідом за Кривим Рогом та Маріуполем
Найбільшим забруднювачем міста є Бурштинська ТЕС, яка станом на 22 лютого 2011 входила до 10 об'єктів, які є найбільшими забруднювачами довкілля в Україні.

## Соціальна сфера
Медичні заклади міста Бурштина:
- міська лікарня
- поліклініка.

У Бурштині діють три загальноосвітні школи, Бурштинський міжшкільний навчально-виробничий комбінат і Бурштинська гімназія.
Дошкільна освіта представлена дитячими садочками № 1, 2, 3, 6 і школою-садком.
У місті також є два середньо-спеціальні навчальні заклади:
- Бурштинський торговельно-економічний фаховий коледж Державного торговельно-економічного університету — професійно-технічний навчальний заклад, який готує фахівців для сфери обслуговування, зокрема кухарів, офіціантів, барменів, кондитерів, бухгалтерів, контролерів-касирів, продавців продовольчих і непродовольчих товарів[18];
- Бурштинський енергетичний коледж Івано-Франківського національного технічного університету нафти і газу — здійснює підготовку молодших спеціалістів на денній та заочній формах навчання з наступних напрямків: теплоенергетика (спеціальність «монтаж і експлуатація теплоенергетичного устаткування теплових електростанцій»), електротехніка та електротехнології (спеціальність «монтаж і експлуатація електроустаткування електростанцій і енергосистем»), автоматизація та комп'ютерно-інтегровані технології (спеціальність «обслуговування автоматизованого теплоенергетичного устаткування на електростанціях»), економіка і підприємництво (спеціальності «банківська справа», «економіка підприємства», «біржова діяльність»)[19].

## Культура
Заклади культури Бурштина:

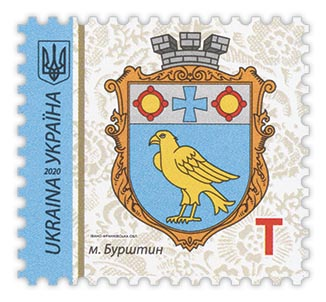
Поштова марка Укрпошти, 2020

- Будинок культури імені Т. Шевченка — перший громадський культурний заклад міста, зачатки свої бере з 1908 року, коли й постала знана в окрузі хата-читальня «Просвіти», яка тепер переросла в народний будинок культури.
- Бурштинський палац культури «Прометей» — заснований 1971 року як відомчій і профільний — заклад культури і дозвілля працівників Бурштинської ТЕС, він весь час функціонував як місце відпочинку і розвитку художньої самодіяльності мешканців усього міста Бурштин. Має кіноконцертний зал на 700 місць, малий зал на 250 місць, конференц-зал на 60 місць, бібліотеку з читальним залом, спортзал[20];
- Музей ОУН-УПА (офіційна назва — Музей визвольних змагань Галицького району[21]) — започаткований у 1996 році з ініціативи Братства ОУН-УПА Галицької районної станиці і товариства політв'язнів та репресованих Галицького району і затверджений рішенням позачергової Галицької районної сесії від 8 березня 1998 року. Експозиція, що розповідає про українських патріотів розмістилась у Бурштинському палаці культури «Прометей»[22];
- Музей Ольги Басараб — музей нескореної українки, громадської та революційної діячки Ольги Басараб[23].
- Історико-етнографічний музей «Берегиня» (неофіційна назва — Музей Опілля) — основний суспільно-громадський зміст діяльності Музею Опілля полягає у відроджені духовності, поширенні народних звичаїв, обрядів, збереженні найкращих надбань матеріальної і духовної культур етнорегіону[24].
- 3 бібліотеки — дитяча, доросла, профкому Бурштинської ТЕС[25].

## Спорт

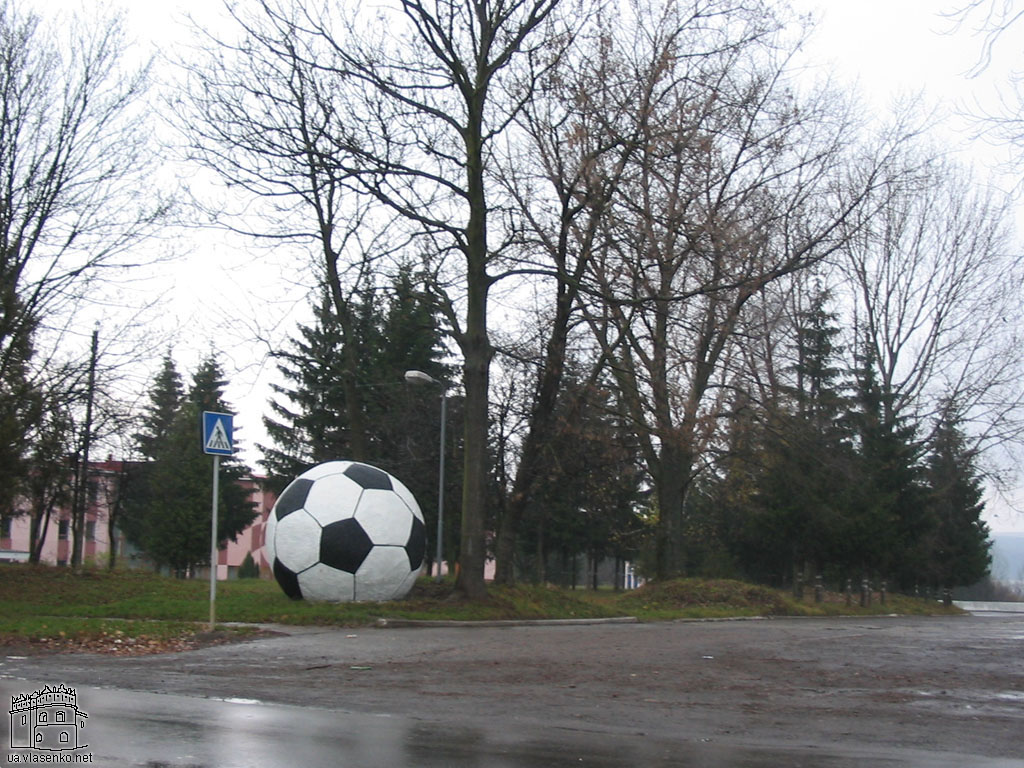
Скульптура м'яча біля спорткомплексу

Збудований у 1976 році спортивний комплекс «Енергетик» у теперішній час залишається головним осередком розвитку спорту, оздоровлення та відпочинку не тільки жителів міста Бурштина, а й цілого Галицького району. На 2018 рік при комбінаті спортспоруд працювали секції важкої атлетики, вільної боротьби, футболу, карате-до та деяких інших видів спорту. Багато спортсменів-бурштинців є професіоналами. Найбільших результатів на професійній арені досягали веслувальники, каратисти та футболісти.
Утворений 1948 року футбольний клуб «Енергетик» грав у першій лізі чемпіонату України.

## Релігія

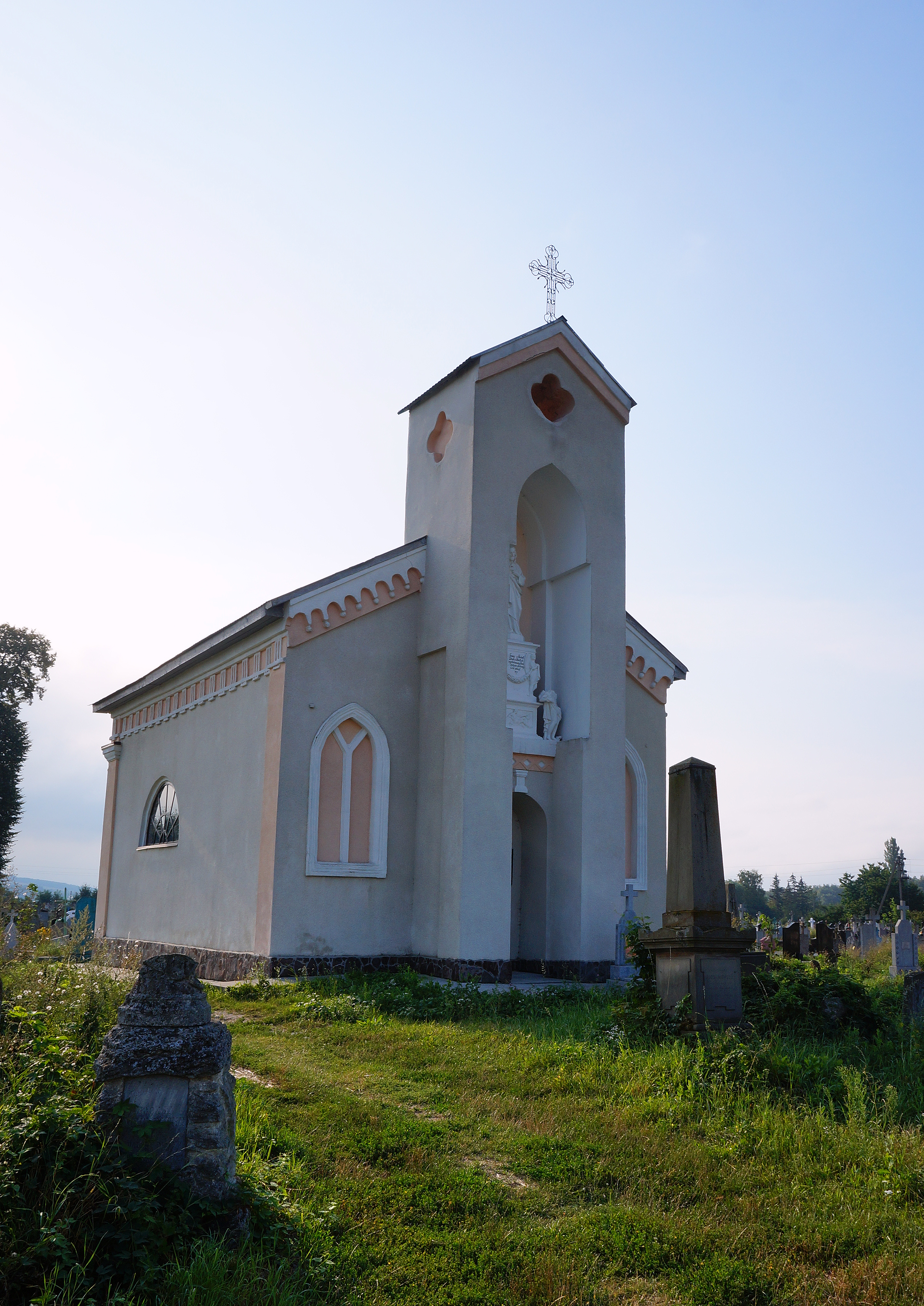
Каплиця-усипальниця Скарбеків та Яблоновських (1813) на старому цвинтарі Бурштина

У сучасному Бурштині діють такі релігійні громади:
- греко-католицька:
  - Церква Всіх Святих і Священомученика Йосафата — величний храм, освячення якого відбулося 2 грудня 2001 року[27][28];
  - історична Церква Воздвиження Чесного Хреста[29] (XVIII ст.) в старій частині міста на вулиці Шевченка;
- римо-католицька — Костел Пресвятої Трійці, стара будівля (XVIII—XIX ст.ст.) культової споруди була повернута римо-католицькій громаді в 1991 році; після капітального ремонту і оновлення інтер'єру костьол став використовуватися за первісним призначенням[30];
- православна — Храм Преображення Господнього (УПЦ КП), 1999 року громада оформилась, у 2002 році збудовано і освячено церкву[31], яка була розібрана в селі Копанки Калуського району (дерев'яна церква Пресвятої Трійці, збудована греко-католицькою громадою в 1945 році, № 771 у реєстрі пам'яток області), продана православною громадою Копанок і перевезена в Бурштин.

## Архітектура
У Бурштині збереглися сліди валів міського замку XVI століття. Колись у Бурштині був зведений також розкішний палац власників містечка — Яблоновських, фасад якого прикрашали колони з капітелями, а навколо споруди було закладено дендропарк. На тепер усе, що збереглося від родини Яблоновських в Бурштині це споруджена в 1813 році в центральній частині кладовища каплиця-усипальниця Скарбеків-Яблоновських — прямокутна в плані споруда з двосхилим верхом та вищою за неї вежею дзвіницею.
Сучасне архітектурне обличчя міста вималювалося переважно в 1-й половині 1970-х років, коли в Бурштині звели цілий ряд житлових будинків, споруд культурного призначення, промислових об'єктів тощо.
Міська скульптура Бурштина:
- повнофігурний пам'ятник Тарасові Шевченку — споруджений до 180-річчя від дня народження поета у 1994 році (автори — скульптор Анатолій Кущ і архітектор Олег Стукалов), встановлений біля ПК «Прометей»;
- Пам'ятник невідомому солдату — встановлений у старій частині міста;
- Скульптура, встановлена на честь поетеси Марти Гай у бібліотеці ПК «Прометей» (автор — скульптор Голояд Богдан Маркович, син Марти Гай).
- Пам'ятник Ользі Басараб, встановлений у центрі міста біля Бурштинської СЗОШ I—III ступенів № 2.

## Відомі люди

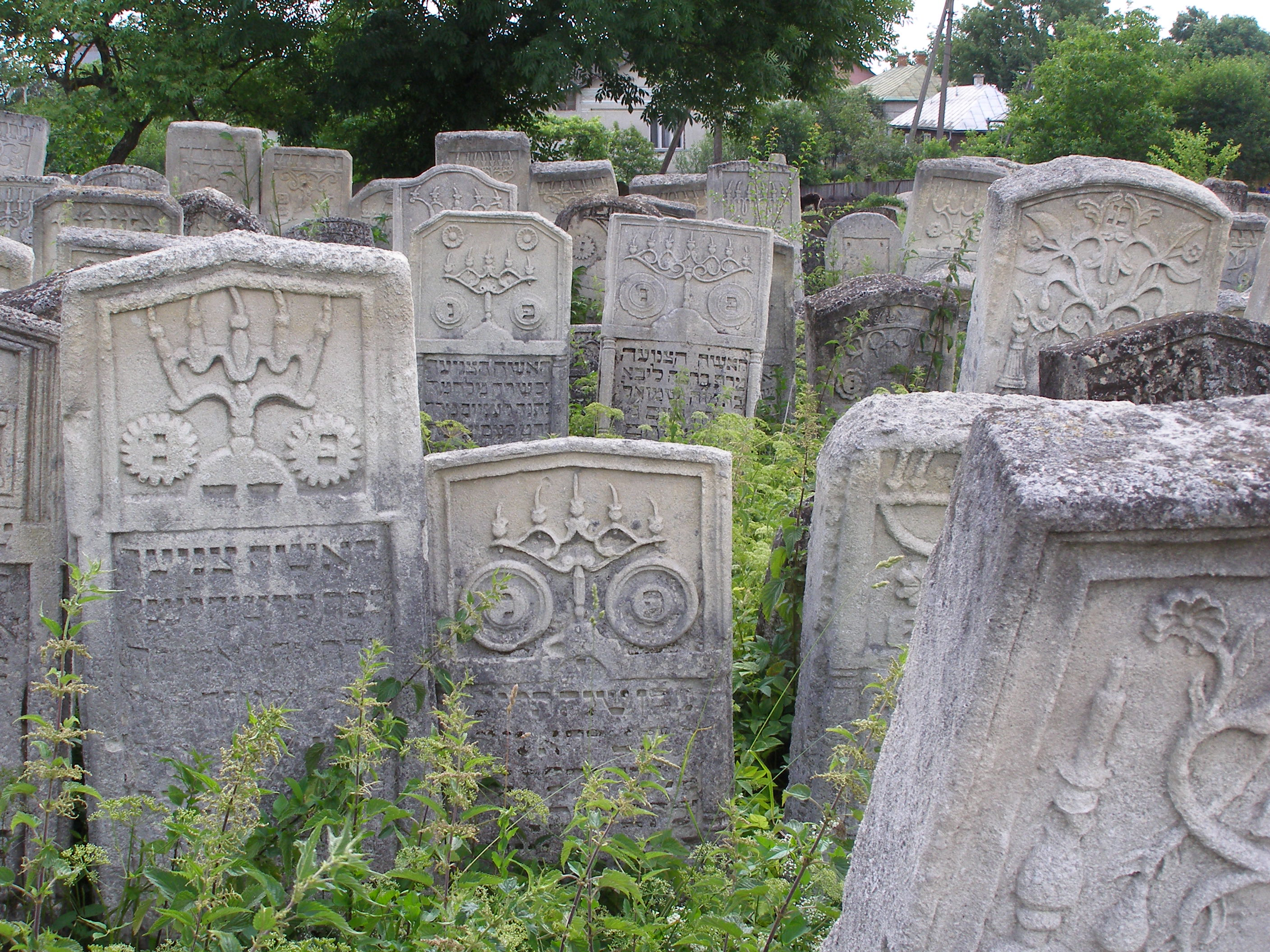
Єврейський цвинтар (Бурштин)

### Народилися
- Владислав Жила (1877—1925) — польський священник, мистецтвознавець, історик релігії, доктор габілітований.
- Гула Володимир Іванович (29 березня 1993 - 25 вересня 2023) - військовослужбовець ЗСУ, учасник АТО
- Кабан Федір Миколайович — український військовик, старший солдат ЗСУ, учасник російсько-української війни.
- Кузів Оксана — українська письменниця, поетеса, журналістка.
- Лисоконь Юрій Олександрович (1983—2022) — старший сержант Збройних сил України, учасник російсько-української війни.
- Міка Ньютон — українська естрадна співачка та акторка.
- Савчак Вадим Євгенович — український військовик, солдат Збройних сил України, учасник російсько-української війни.
- Людвік Фінкель — польський історик.

### Пов'язані з Бурштином
- Голояд Галина Омелянівна (псевдонім Марта Гай; 30 червня 1922 — 2 січня 2003) — поетеса і культурний діяч, жила і працювала в Бурштині.[34]
- Володимир Шаран — український футболіст і тренер, грав, зокрема за «Карпати» (Львів), «Динамо» (Київ) і «Дніпро» (Дніпропетровськ). Провів 1 матч за національну збірну України. Вихованець ДЮСШ м. Бурштин (перший тренер — М. С. Сегін[35]).
- Франц Ксавер Вольфганг Моцарт — син композитора В. А. Моцарта жив у Бурштині у 1809 році.
- Білоголовський Микола Степанович (1958—2014) — старший лейтенант Збройних сил України, учасник російсько-української війни[36]
- Михайленко Олеся Володимирівна (1999—2022) — старший солдат полку «Азов» Національної гвардії України, учасниця російсько-української війни, захисниця Маріуполя.

### Поховані
- Григорій Тискиневич — гетьман українського козацтва 1610 року.